# فلیکس رویز
فلیکس رویز (انگلیسی: Félix Ruiz; ۱۴ ژوئیهٔ ۱۹۴۰ – ۱۱ فوریهٔ ۱۹۹۳) بازیکن فوتبال اهل اسپانیا بود.
از باشگاه‌هایی که در آن بازی کرده‌است می‌توان به باشگاه فوتبال اوساسونا و باشگاه فوتبال رئال مادرید اشاره کرد.
وی همچنین در تیم‌های ملی فوتبال زیر ۱۸ سال اسپانیا، Spain national amateur football team, Spain B national football team، و اسپانیا بازی کرده‌است.